# FIBT-världsmästerskapen 1965
FIBT-världsmästerskapen 1965 avgjordes i Sankt Moritz i kantonen Graubünden i  Schweiz.

## Tvåmannabob
| Placering | Lag                                         | Tid |
| --------- | ------------------------------------------- | --- |
| Guld      | Storbritannien (Anthony Nash, Robin Dixon)  |     |
| Silver    | Italien (Rinaldo Ruatti, Enrico de Lorenzo) |     |
| Brons     | Kanada (Vic Emery, Michael Young)           |     |

## Fyrmannabob
| Placering | Lag                                                                         | Tid |
| --------- | --------------------------------------------------------------------------- | --- |
| Guld      | Kanada (Vic Emery, Gerald Presley, Michael Young, Peter Kirby)              |     |
| Silver    | Italien (Nevio de Zordo, Italo de Lorenzo, Pietro Lesana, Robert Mocellini) |     |
| Brons     | USA (Fred Fortune, Richard Knuckles, Joe Wilson, James Lord)                |     |

Kanadas första medalj vid FIBT-världsmästerskapen.

## Medaljligan
| Pl. | Nation         | Guld | Silver | Brons | Totalt |
| --- | -------------- | ---- | ------ | ----- | ------ |
| 1   | Kanada         | 1    | 0      | 1     | 2      |
| 2   | Italien        | 0    | 2      | 0     | 2      |
| 3   | Storbritannien | 1    | 0      | 0     | 1      |
| 4   | USA            | 0    | 0      | 1     | 1      |